# انتخابات مجلس الأمن التابع للأمم المتحدة 1966
أجريت انتخابات مجلس الأمن التابع للأمم المتحدة لعام 1966 في 11 نوفمبر 1966 خلال الدورة الحادية والعشرين للجمعية العامة للأمم المتحدة، التي عقدت في مقر الأمم المتحدة في مدينة نيويورك. انتخبت الجمعية العامة البرازيل وكندا والدنمارك وإثيوبيا (لأول مرة) والهند، أعضاءا غير دائمين في مجلس الأمن التابع للأمم المتحدة لولاية مدتها سنتان تبدأ في 1 يناير 1967.

## القواعد
يتألف مجلس الأمن من 15 مقعدًا، يشغلها خمسة أعضاء دائمين وعشرة أعضاء غير دائمين. وفي كل عام، يتم انتخاب نصف الأعضاء غير الدائمين لمدة عامين.   ولا يجوز للعضو الحالي أن يترشح على الفور لإعادة انتخابه. 
وفقًا للقواعد التي يتم بموجبها تناوب المقاعد العشرة غير الدائمة في مجلس الأمن بين الكتل الإقليمية المختلفة التي تقسم إليها الدول الأعضاء في الأمم المتحدة تقليديًا لأغراض التصويت والتمثيل،  يتم تخصيص المقاعد الخمسة المتاحة على النحو التالي:
- مقعد للدول الأفريقية (تشغله أوغندا)
- مقعد للمجموعة الآسيوية (التي تسمى الآن مجموعة آسيا والمحيط الهادئ)[5] (يشغله الأردن)
- مقعد لأمريكا اللاتينية ومنطقة البحر الكاريبي (يشغله الأوروغواي)
- مقعدان لمجموعة أوروبا الغربية ودول أخرى (تشغله هولندا ونيوزيلندا)

ولكي يتم انتخابه، يجب أن يحصل المرشح على أغلبية ثلثي الحاضرين والمصوتين. إذا كان التصويت غير حاسم بعد الجولة الأولى، فسيتم إجراء ثلاث جولات من التصويت المقيد، تليها ثلاث جولات من التصويت غير المقيد، وهكذا، حتى يتم الوصول إلى نتيجة. في التصويت المقيد، لا يجوز التصويت إلا على المرشحين الرسميين، بينما في التصويت غير المقيد، يجوز التصويت على أي عضو في مجموعة إقليمية معينة، باستثناء أعضاء المجلس الحاليين.

## النتيجة
في هذا الوقت، كان عدد الدول الأعضاء في الأمم المتحدة 121 دولة. ولم تكن هناك ترشيحات قبل الانتخابات. وأدار الانتخابات رئيس الجمعية العامة للأمم المتحدة آنذاك عبد الرحمن بازهواك من أفغانستان وأحد نواب الرئيس، وهو السيد سولومون من ترينيداد وتوباغو. وتم التصويت على ورقة اقتراع واحدة.
| الدولة                  | الجولة الأولى |
| البرازيل                | 114           |
| كندا                    | 114           |
| إثيوبيا                 | 109           |
| الدنمارك                | 108           |
| الهند                   | 82            |
| سوريا                   | 42            |
| السويد                  | 3             |
| إيطاليا                 | 1             |
| كينيا                   | 1             |
| المكسيك                 | 1             |
| باكستان                 | 1             |
| السنغال                 | 1             |
| الصومال                 | 1             |
| بطاقات الاقتراع الباطلة | 0             |
| الأغلبية المطلوبة       | 80            |
| أوراق الاقتراع          | 119           |

## روابط خارجية
- وثيقة الأمم المتحدة A/59/881 مذكرة شفوية من البعثة الدائمة لكوستاريكا تحتوي على سجل لانتخابات مجلس الأمن حتى عام 2004